# Gengivite ulcerativa necrosante aguda
A gengivite ulcerativa necrosante aguda (GUNA) ou Angina de Vincent é uma doença infecciosa periodontal bacteriana caracterizada por úlceras e necrose do tecido gengival sem o envolvimento dos outros tecidos do periodonto. Se a doença avançar mais profundamente nos tecidos periodontais, ela passa a se denominar "periodontite ulcerativa necrosante" (PUN).
Essa enfermidade também é comumente denominada "boca de trincheira" ou "gengivite de Vincent", em referência ao médico francês Henri Vincent (1862–1950). Outros sinônimos incluem "gengivite membranosa aguda", "gengivite fusoespiralar aguda", " fusoespirilose", "gengivite fusoespiroquetal",  "gengivite necrosante",  "gengivite fagedênica", "gengivite ulcerativa", "estomatite de Vincent" e "infecção de Vincent".

## Causas
A doença periodontal necrosante é causada por uma infecção bacteriana que inclui bactérias anaeróbicas como a P. intermedia e as do geno Fusobacterium, bem como as espiroquetas, como as Borrelias e Treponemas.
No final dos anos 80 e início dos anos 90, a GUNA era considerada uma sequela estritamente relacionada à infecção pelo HIV, a ponto de ser denominada periodontite associada ao HIV.  Atualmente é sabido que a sua associação ao HIV/AIDS se devia ao mau estado do sistema imunológico de tais pacientes; a gengivite ulcerativa necrosante aguda ocorre em maior prevalência associada a outras doenças que comprometem o sistema imunológico.

## Sinais e sintomas
As características clínicas da doença necrosante periodontal podem incluir:
- Necrose e/ou ulceração das papilas interdentais ("papilas perfuradas")[3] ou gengiva marginal
- Formação de uma pseudomembranosa
- Gengiva marginal dolorida, com aspecto vermelho vivo, que sangra após uma manipulação suave
- Halitose (mau hálito)

Fatores coincidente podem incluir tabagismo e desnutrição, especialmente para aqueles que apresentam a periodontite ulcerativa necrosante.

## Tratamento
O tratamento inclui a irrigação e debridamento das áreas necrosadas (áreas de tecido gengival morto ou moribundo), instrução em higiene oral e uso de enxaguante bucal e analgésicos.  Como essas doenças estão frequentemente associadas a problemas médicos sistêmicos, é recomendado o controle adequado das desordens sistêmicas.

## Prognóstico
Se não tratada, a infecção pode levar à rápida destruição do periodonto e pode se alastrar, como a estomatite necrosante ou a noma, para os tecidos próximos, bochechas, lábios, e ossos da mandíbula. Como descrito acima, a doença pode afetar, e ser especialmente perigosa em pessoas com sistema imunológico enfraquecido. A evolução da GUNA para a noma é possível em indivíduos vulneráveis à desnutrição, sendo potencialmente desfigurante. Ressalta-se também os potenciais problemas sistêmicos como: endocardite bacteriana em pacientes portadores de válvula cardíaca protética.

## Notáveis afetados
- o autor William Styron[6]
- o jogador de futebol Ernie Davis[7]
- a atriz Marilyn Monroe [8]
- o artista Robert Mapplethorpe[9]
- o paraquedista e autor Donald Burgett